# 福克F.V
福克F.V（荷蘭語：Fokker F.V）是一款由荷蘭福克飛行器公司研發的飛機，只生產了1架，其特點是下機翼能夠增加或移除，使之成為單翼機或雙翼機。

## 歷史
福克F.V最大特點是能以單翼機或雙翼機方式飛行，單翼機的負載較，阻力較少，能高速飛行，而雙翼機因為機翼面積增大，因此負載較高，但速度較低。然而據觀察者所說，福克F.V大部份時間都是以雙翼機方式飛行。此外機身構造亦有所不同，由以往的織物覆蓋的鋼管機身改為膠合板覆蓋機身，但在飛行測試中合板強烈的震動使機艙變得十分噪吵。

## 性能
基本诸元
- 乘员： 2人
- 载客量： 8人
- 长度： 12.00公尺（39英呎4英吋）
- 翼展： 16公尺（52英呎6英吋）
- 高度： 4公尺（13英呎1英吋）
- 空重： 1,900公斤（4,189磅）
- 总重： 3,100公斤（6,384磅）
- 发动机： 1 × Rolls Royce Eagle V-12 water=cooled piston engine，268千瓦（359匹馬力）

性能
- 最大速度： 180公里/時（120英里/時）